# オハ空港
オハ空港（Аэропóрт Охá）はロシアのサハリン州に位置する空港で、ノボストロイカ空港（Аэропóрт Новострóйка）とも呼ばれている。空港はオハの中心から南西に約10km離れたノボストロイカ村にある。

## 就航航空会社と就航都市
| 航空会社 | 就航地                           |
| -------- | -------------------------------- |
| オーロラ | ハバロフスク、ユジノサハリンスク |